# Barylambda
Barylambda je rod dávno vyhynulých savců z kladu Eutheria a podřádu Pantodonta, jehož zástupci žili v období starších třetihor (paleogénu), v době před asi 60 až 50 miliony let. Žili na území současných Spojených států amerických a patrně i Mexika. Představovali vůbec první velké savce (s hmotností nad 500 kg), kteří se objevili po velkém vymírání na konci křídy před 66 miliony let, kdy vyhynuli například i populární dinosauři.

## Historie a popis

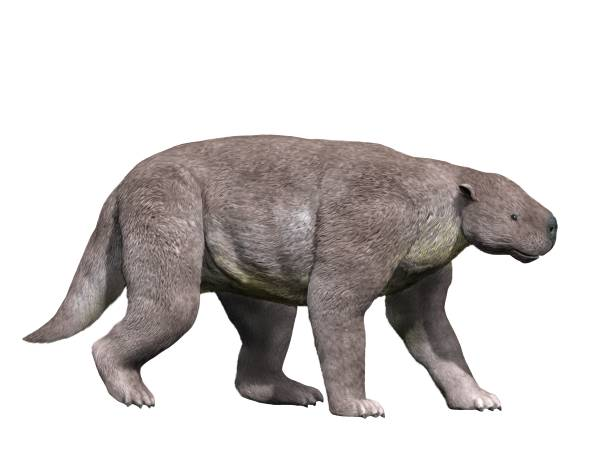
Barylambda – rekonstrukce vzezření

Skupinu Pantodonta formálně popsal již americký paleontolog Edward Drinker Cope v roce 1873. Samotný rod Barylambda byl formálně popsán v roce 1937. Dnes rozlišujeme tři druhy tohoto rodu, B. faberi, B. jackwilsoni a B. churchilli.
Stejně jako jeho příbuzní byla i Barylambda plantigrádní, našlapovala tedy na celé chodidlo. Pantodonti byli poměrně robustní býložraví savci z řádu Cimolesta, geograficky značně rozšíření (od Jižní Ameriky po Čínu), barylambda však byla čistě severoamerickým rodem. Nejmenší zástupci pantodontů dosahovali tělesné hmotnosti pouhých 10 kg, ti největší (jako byla právě Barylambda) pak i přes 500 kg. Některé odhady hmotnosti tohoto pravěkého savce udávají při délce kolem 2,5 metru až 650 kilogramů, jednalo se tedy o prvního většího suchozemského obratlovce, který se objevil po vyhynutí dinosaurů.